# Airbus CC-150 Polaris
Airbus CC-150 Polaris és la designació dels Airbus A310-300 civils que han estat convertits en els principals avions de transport de llarga distància i d'abastament en vol de la Reial Força Aèria Canadenca.

## Disseny i desenvolupament
La flota de cinc aeronaus Airbus fou comprada originalment per Wardair com a avions de passatgers civils. Tots cinc foren lliurats entre el 1987 i el 1988 i transferits a Canadian Airlines quan les dues aerolínies es fusionaren el 1989. Seguidament foren adquirits per les Forces Armades del Canadà i convertits per a ús militar. Entraren en servei entre el desembre del 1992 i l'agost del 1993. Quatre dels cinc avions foren convertits al model de passatge-càrrega, amb un terra reforçat i una porta de càrrega que s'obre cap al costat. El cinquè fou modificat com a avió de transport VIP per a membres del govern.
Els CC-150 substituïren els Boeing CC-137 (Boeing 707 convertits) com a transport estratègic després de la retirada dels últims CC-137 configurats com a transports el 1995.